# مطثية خلية
مطثية خلية (الاسم العلمي: Clostridium aceticum) هي نوع من البكتيريا يتبع جنس المطثية من الفصيلة المطثاوية.